# Symfonie nr. 13 (Bruk)

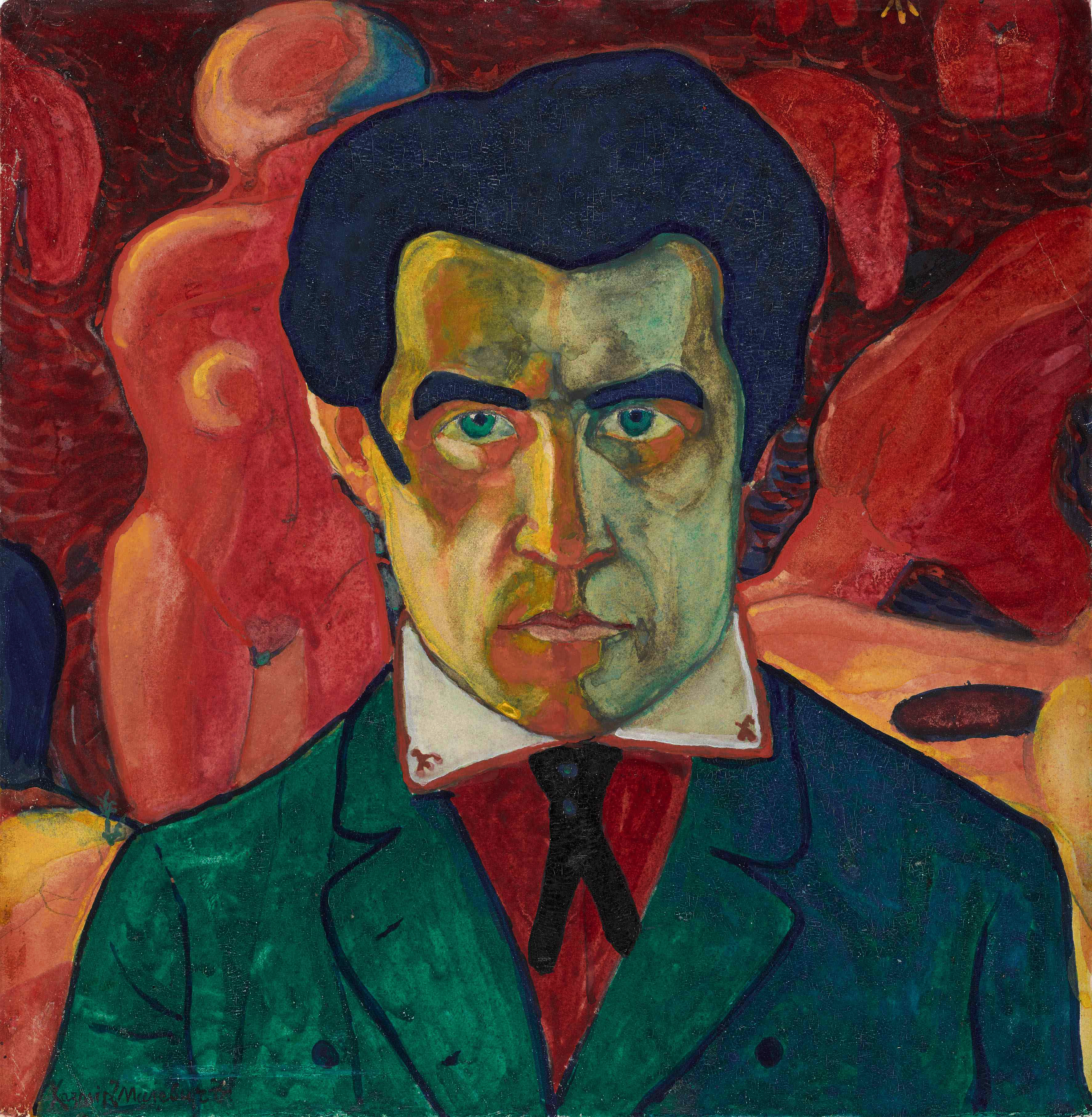
Zelfportret 1908-1911

Fridrich Bruk voltooide zijn Symfonie nr. 13 (De kunstenaar Kazimir Malvich) (origineel Taiteilija Malevitš) in 2014.
Volgens de samenvatting voor de opnamen voor Toccata Classics bouwde Bruk ook deze symfonie op uit allerlei muzikale motieven; dit is tegenstelling tot de grote lijnen bij symfonieën van voor de 20e eeuw. Het betekent een afwisseling van solo- en orkestspel, waarbij er bij deze dertiende symfonie ruim baan wordt gegeven aan de xylofoon.
De symfonie is een eerbetoon aan kunstenaar Kazimir Malevitsj. De componist heeft een gezamenlijke geschiedenis met de kunstschilder. Beiden zijn afkomstig uit een Joods milieu in Oekraïne en kregen te maken met antisemitisme in de Sovjet-Unie. Afwijkend was dat Bruk Oekraïne verruilde voor Finland; Malevitsj bleef er. Bruk hing deel 1 (14 minuten) op aan een zelfportret van Malevitsj uit 1908/1910-1911. Deel 2 (7 minuten) aan het schilderij De twee vierkanten, zwart en rood. Deel 3 (12 minuten) grijpt terug op de Russische Revolutie van 1917, die in aanloop daar naartoe en vlak daarna enorme vrijheden in de kunsten toestond. Die verdwenen later net zo snel onder de dictatuur van Jozef Stalin, afwijkingen in kunstzinnig gedrag werden bestraft met deportatie en opsluiting in werkkampen.
Toccata gaf, als leidraad voor de muziek, een combinatie van Heitor Villa-Lobos, Allan Pettersson, Sergej Prokofjev en Karol Szymanowski.
Een opname van Symfonie nr. 13 werd in 2024 uitgegeven door Toccata Records, of het werk ooit een publieke uitvoering heeft gekregen is niet bekend (gegevens maart 2025).
Orkestratie:
- 2 dwarsfluiten, 2 hobo’s, 2 klarinetten, 2 fagotten
- 4 hoorns,
- pauken, 2 man/vrouw percussie (waaronder de xylofoon),
- violen, altviolen, celli, contrabassen